# Vendia (Tier)
Vendia ist eine ausgestorbene Tiergattung des Ediacariums, die zum Stamm der Proarticulata (bzw. zur Klade Bilateriomorpha) gerechnet wird.

## Etymologie
Vendia wurde nach dem Vendium benannt, einer osteuropäischen geologischen Schichtenfolge des ausgehenden Neoproterozoikums. Die Stufe des Vendiums bezieht sich ihrerseits auf den slawischen Stamm der Wenden.

## Entdeckung und Erstbeschreibung
Das Taxon Vendia sokolovi wurde in einem Bohrkern einer in die Waldai-Serie vorgetriebenen Bohrung (Umgebung von Jarensk, südliche Oblast Archangelsk) zu Beginn der 1960er Jahre entdeckt und von Boris Keller 1969 erstmals wissenschaftlich beschrieben.

## Beschreibung

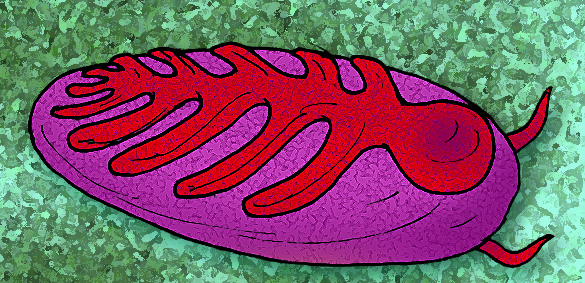
Rekonstruktion von Vendia rachiata

Das zur Ediacara-Fauna gehörende Taxon Vendia besitzt einen ovalen Umriss und wird zwischen 4,5 und 12,5 Millimeter lang. Der Körper ist vollständig in so genannte Isomere untergliedert, die entlang der Körperachse in zwei gegeneinander versetzten Reihen angeordnet sind. Die transversalen Isomere nehmen in Richtung Schwanzende stetig in ihrer Länge ab und folgen dabei alle demselben Inklinationswinkel zur Körperachse. Die größeren Isomere überdecken die kleineren an ihrer Außenseite, nur die Enden bleiben frei und sind unbedeckt.
Vendia weist eine Längsfurche auf, die als Verdauungsapparat, bestehend aus einer Achsenröhre und kurzen Seitenfortsätzen zwischen den Isomeren, gedeutet wird. Mit Ausnahme der ersten Isomere bei Vendia rachiata tragen sämtliche Isomere einen Seitenfortsatz.

## Taxonomie
Die Gattung Vendia umfasst zwei Taxa:
- Vendia sokolovi Keller, 1969
- Vendia rachiata Ivantsov, 2004

Vendia sokolovi ist nur durch ein Fundstück belegt. Das Taxon ist 11 Millimeter lang und führt pro Seite 7 Segmente.
Vendia rachiata unterscheidet sich von Vendia sokolovi durch ihre geringere Anzahl an Segmenten. Das 12,5 Millimeter lange Taxon besitzt pro Seite nur 5 Segmente. Die Segmentlänge nimmt zum Schwanzende hin rasch ab. Außerdem sind die Seitenfortsätze kürzer als bei Vendia sokolovi. Vendia rachiata ist nur von der Fundstätte an der Solsa bekannt (Werchowka-Formation des Oberen Vendiums, Onega-Halbinsel, Oblast Archangelsk).
Das einstige Taxon Vendia janae wurde mittlerweile der neuen Gattung Paravendia zugeschlagen. Es unterscheidet sich von der Gattung Vendia in der Ausgestaltung und in der relativen Anordnung seiner Isomeren, welche sich soweit zurückbiegen, dass sie an der Schwanzspitze zusammentreffen. Größere Isomere bedecken die kleineren vollständig. Fundstelle ist Simnije Gory an der östlichen Weißmeerküste.
Die Gattungen Vendia, Paravendia und wahrscheinlich auch Karakhtia gehören zur Familie der Vendiidae, die ihrerseits der Klasse der Vendiamorpha und dem Stamm der Proarticulata zugeordnet wird. Das Taxon Pseudovendia charnwoodensis aus dem Charnwood Forest bei Leicester wird entweder dem zu den Rangeomorpha gehörenden Fossil Charnia attribuiert oder gar als Pseudofossil angesehen.